# ROKS Jeongjo le Grand
Le ROKS Jeongjo le Grand (DDG-995) est le quatrième navire de la classe Sejong le Grand de destroyers lance-missiles construits pour la marine de la république de Corée, et le premier des quatre navires KDX III lot II à être construit. Il est le quatrième destroyer Aegis construit par la Corée du Sud, et a été nommé d’après le 22e monarque de la dynastie Joseon de Corée, Jeongjo de Joseon (1752-1800).

## Conception
La classe Sejong le Grand est la troisième phase du programme Korean Destroyer eXperimental (KDX) de la marine sud-coréenne, un important programme de construction navale visant à améliorer la capacité de la ROKN à défendre avec succès les zones maritimes autour de la Corée du Sud contre diverses menaces, et à devenir une marine de haute mer.
Les navires KDX III du lot II sont basés sur les trois premiers bâtiments de la classe Sejong le Grand, avec des capteurs et un armement améliorés.
Contrairement aux destroyers Aegis de classe Sejong le Grand existants, le Jeongjo le Grand est équipé du nouveau système de combat Aegis Baseline 9.C2 'KII' combiné à des antennes radar multifonctions AN/SPY-1D(V). Cela permettra aux navires du lot II d’utiliser le RIM-161 Standard Missile 3 et le RIM-174 Standard Missile 6, en plus des RIM-66 Standard Missile 2 actuels de la marine de la République de Corée, issus du Mark 41 Vertical Launching System.
Avec un déplacement standard de 8500 tonnes et de 10000 tonnes à pleine charge, les destroyers KDX-III Sejong le Grand sont de loin les plus grands destroyers de la marine sud-coréenne. Ils sont plus grands que la plupart des destroyers des marines d’autres pays et construits légèrement plus volumineux et plus lourds que les destroyers de classe Arleigh Burke ou de classe Atago, pour accueillir 32 missiles supplémentaires. Certains analystes estiment qu’il serait plus approprié d’appeler cette classe de navires des croiseurs légers plutôt que des destroyers.

## Construction et carrière
Le ROKS Jeongjo le Grand a été construit par Hyundai Heavy Industries et lancé le 28 juillet 2022. Il a été livré à la marine de la République de Corée le 27 novembre 2024, lors d’une cérémonie au siège de HD Hyundai Heavy Industries à Ulsan, à environ 310 kilomètres au sud-est de Séoul,.